# Bataille de Neuwarp
Guerre de Sept Ans
Batailles
- Minorque (navale) (1756)
- Pirna (1756)
- Lobositz (1756)
- Reichenberg (1757)
- Prague (1757)
- Kolin (1757)
- Hastenbeck (1757)
- Gross-Jägersdorf (1757)
- Moys (1757)
- Rochefort (1757)
- Rossbach (1757)
- Breslau (1757)
- Leuthen (1757)
- Carthagène (navale) (1758)
- Olomouc (1758)
- Saint-Malo (1758)
- Rheinberg (1758)
- Krefeld (1758)
- Domstadl (1758)
- Cherbourg (1758)
- Zorndorf (1758)
- Saint-Cast (1758)
- Tornow (1758)
- Lutzelberg (1758)
- Hochkirch (1758)
- Bergen (1759)
- Kay (1759)
- Minden (1759)
- Kunersdorf (1759)
- Neuwarp (navale) (1759)
- Hoyerswerda (1759)
- Baie de Quiberon (navale) (1759)
- Maxen (1759)
- Meissen (1759)
- Glatz (1760)
- Landshut (1760)
- Corbach (1760)
- Emsdorf (1760)
- Dresde (1760)
- Warburg (1760)
- Liegnitz (1760)
- Rhadern (1760)
- Berlin (1760)
- Kloster Kampen (1760)
- Torgau (1760)
- Belle-Île (1761)
- Langensalza (1761)
- Cassel (1761)
- Grünberg (1761)
- Villinghausen (1761)
- Ölper (1761)
- Kolberg (1761)
- Wilhelmsthal (1762)
- Burkersdorf (1762)
- Lutterberg (1762)
- Reichenbach (1762)
- Almeida (1762)
- Valencia de Alcántara (1762)
- Nauheim (1762)
- Vila Velha de Ródão (1762)
- Cassel (1762)
- Freiberg (1762)

- Jumonville Glen (1754)
- Fort Necessity (1754)
- Fort Beauséjour (1755)
- 8 juin 1755
- Monongahela (1755)
- Petitcoudiac (1755)
- Lac George (1755)
- Fort Bull (1756)
- Fort Oswego (1756)
- Kittanning (1756)
- En raquettes (1757)
- Pointe du Jour du Sabbat (1757)
- Fort William Henry (1757)
- German Flatts (1757)
- Lac Saint-Sacrement (1758)
- Louisbourg (1758)
- Le Cran (1758)
- Fort Carillon (1758)
- Fort Frontenac (1758)
- Fort Duquesne (1758)
- Fort Ligonier (1758)
- Québec (1759)
- Fort Niagara (1759)
- Beauport (1759)
- Plaines d'Abraham (1759)
- Sainte-Foy (1760)
- Neuville (1760)
- Ristigouche (navale) (1760)
- Mille-Îles (1760)
- Signal Hill (1762)

- Cap-Français (1757)
- Martinique (1759)
- Guadeloupe (1759)
- Dominique (1761)
- Martinique (1762)
- Cuba (1762)

- Chandernagor (1757)
- Plassey (1757)
- Gondelour (1758)
- Négapatam (navale) (1758)
- Condore (1758)
- Madras (1758)
- Pondichéry (navale) (1759)
- Masulipatam (1759)
- Chinsurah (1758)
- Wandiwash (1760)
- Pondichéry (1760-1761)
- Manille (1762)

- Saint-Louis (1758)
- Gorée (1758)
- Gambie

La bataille navale de Neuwarp est livrée le 10 septembre 1759, dans la lagune de Stettin, entre une escadre suédoise et une flottille prussienne, pendant la guerre de Sept Ans (1756-1763).

## L'intervention de la Suède dans la guerre de sept ans
Au moment du déclenchement du conflit, la Suède est dirigée par un gouvernement dominé par le parti dit des Chapeaux, favorable à la France. Il estime que cette guerre, principalement dirigée contre la Prusse, est l'occasion de reprendre à cette nation les territoires perdus par le passé en Poméranie et de redonner à la Suède le contrôle de l'embouchure de l'Oder. Le chancelier et chef du parti des Chapeaux, le baron Anders Johan von Höpken (en) envoie donc une armée de 14 500 hommes à Stralsund, capitale de la Poméranie suédoise, confiée au Feld-maréchal Ungern-Sternberg (de), avec pour mission principale de s'emparer de Stettin (aujourd'hui en Pologne), qui commande les bouches de l'Oder.

## Les premières opérations
Les Suédois lancent une première offensive mais ils sont rejetés dans Stralsund par l'armée prussienne du maréchal Lehwaldt. Ungern-Sternberg est remplacé par le comte von Rosen (de) qui n'entreprend rien et se laisse bloquer dans Stralsund. Cependant, une offensive russe en Prusse orientale oblige Lehwaldt à quitter la Poméranie suédoise le 27 juin 1758. La Suède envoie des renforts et un nouveau commandant en chef, le comte Hamilton, qui profite des difficultés prussiennes pour reprendre l'offensive. Quoique les troupes prussiennes aient été fortement dégarnies pour faire face à la menace russe, elles opposent aux Suédois une résistance tenace et combats et escarmouches se succèdent sans qu'aucun des belligérants ne parvienne à prendre un avantage décisif sur l'autre. Le conflit prend une tournure maritime lorsque les Prussiens bâtissent à Stettin une flottille, par la transformation plus ou moins heureuse de bateaux de pêche ou de transport en bâtiments de guerre, pour défier l'escadre suédoise qui appuie les offensives terrestres. Informés de ces préparatifs, les Suédois décident de détruire cette flottille.

## La bataille
Début août 1759, l'escadre suédoise, commandée par Carl Rutensparre (sv), s'engage sur l'Oder, en direction de la lagune de Stettin. Le 8, elle force les défenses de Peenemünde et pénètre dans la partie occidentale de la lagune (appelée Kleines Haff (« petit lagon ») par les Allemands). Le 22 août, elle remporte au large d'Anklam un premier engagement contre la flottille adverse commandée par le capitaine von Köller. Le 10 septembre, les deux flottes sont à nouveau face à face, près de Neuwarp. Les navires suédois commandés par Wilhelm Carpelan (de) sont rangés sur quatre lignes : en premier viennent les navires les plus puissants, quatre galères armées de 13 canons chacune, puis suivent quatre demi-galères (dont la propulsion est mixte : voiles et rames) de cinq canons chacune, arrivent derrière 3 sloops et un navire armé d'obusiers, et fermant la marche, viennent 13 canonnières. De leur côté, les Prussiens opposent quatre galiotes et quatre galères, possédant une dizaine de canons chacune ainsi que cinq canonnières. Arrivés à portée de tir, les Suédois se placent sur une seule ligne mais les trois demi-galères et 9 canonnières se dirigent vers le sud où des voiles non identifiées ont été aperçues. Il s'avère que ces dernières appartiennent à des navires neutres, mais les navires suédois détachés pour les examiner ne pourront participer au début de la bataille. Celle-ci commence à 9 heures du matin et s'achève vers 16 heures et se solde par une lourde défaite pour les Prussiens. Dès le début de l'action, le Jupiter et le Mercurius sont capturés par les Suédois qui les utilisent aussitôt contre les Prussiens puis les autres navires allemands succombent les uns après les autres. 
S'agissant des pertes, les sources suédoises les chiffrent à 13 tués et 31 blessés de leur côté pour 600 marins prussiens capturés. La flotte prussienne entière est détruite ou capturée alors que les vaisseaux suédois n'ont pas trop souffert. Les sources prussiennes donnent un bilan différent. Ainsi, selon le rapport officiel de la bataille cité par le vice-amiral Mantey dans son histoire de la marine allemande, les prisonniers prussiens tous embarqués à bord de la galiote suédoise Schilpadde se révoltent et après avoir maîtrisé l'équipage suédois emmènent le navire et leurs ex-geôliers à Kolberg. Quant aux pertes infligés aux Suédois, elles seraient de deux navires détruits auxquels il faut rajouter la capture du Schilpadde et de 120 tués et blessés.

## Les conséquences
La victoire assure aux Suédois le contrôle de la lagune et ils ne manquent pas de l'exploiter en s'emparant de l'île de Wollin. Cependant, Stettin, le but de leurs convoitises reste toujours entre les mains des Prussiens qui, sans se décourager, recommencent la construction d'une nouvelle flottille. La bataille de Neuwarp est donc une victoire sans lendemain pour la Suède, et le retrait de la Russie de la guerre en 1762 va la placer dans une situation très difficile. Réalisant qu'elle n'est pas de taille à tenir tête seule aux redoutables troupes du roi de Prusse Frédéric II, elle propose à ce dernier la paix sur la base d'un retour au statu quo d'avant guerre, ce qui est accepté et formalisé par la signature du traité de Hambourg le 22 mai 1762.

## Sources et bibliographie
- (en) R.C. Anderson, Naval wars in the Baltic, Londres, Gilbert-Wood, 1910
- Vice-amiral E. von Mantey, Histoire de la marine allemande (1675-1926), Paris, Payot, 1930
- Guy Le Moing, Les 600 plus grandes batailles navales de l'histoire, Rennes, Marines Éditions, 2011, 619 p. (ISBN 978-2-35743-077-8)